# Thaleropis
Thaleropis — род дневных бабочек из семейства нимфалид.

## Общая характеристика
Относительно небольшие бабочки. Верхняя сторона крыльев рыжевато-красная с различными пятнами бурого цвета, перевязями и глазчатыми пятнышками на анальных углах обоих крыльев. Нижняя сторона крыльев желто-коричнево-рыжая с имеющимся на ней сложным рисунком из буроватых линий. Глаза голые. Дискальная ячейка на переднем крыле открытая.

## Виды
- Thaleropis ammonia (Herrich-Schäffer 1851)
- Thaleropis ionia (Fischer von Waldheim & Eversmann 1851)
- Thaleropis jonina (Kind 1856)
- Thaleropis kilusa (Smith 1891)
- Thaleropis trigona (Holland 1892)